# فروسیلیسیم

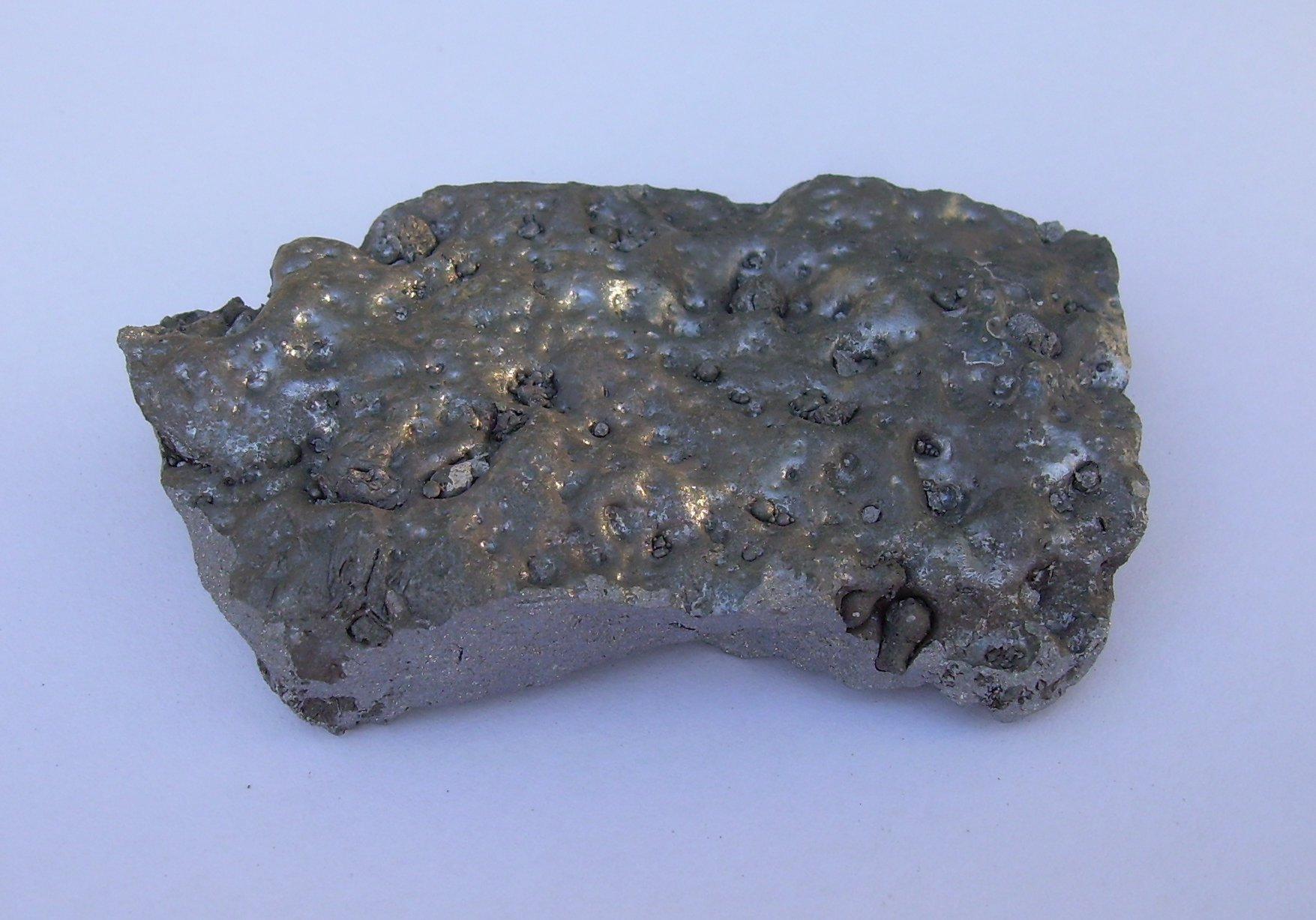
فروسیلیسیم

فروسیلیسیم (به انگلیسی: Ferrosilicon) آمیژانی است از آهن و سیلیسیم که در کورهٔ قوس الکتریکی و در گریدهای مختلف از جمله ۱۰ تا ۹۰ درصد تولید می‌گردد؛ که منظور از عدد میزان سیلیسیم موجود در آمیژان است، اما گریدهای مورد نیاز صنعت به خصوص صنایع فولادسازی ۷۰ تا ۷۵ درصد است. از جمله عناصر دیگر که در این آمیژان وجود دارد و از عناصر ناخواسته هستند، می‌توان تیتانیم، کروم، کربن، گوگرد، آلومینیم و فسفر را نام برد. معمولاً اکثر فولادسازها با درصد آلومینیم زیر ۲ درصد درخواست می‌نمایند.
فروسیلیسیم تولیدی در سه سایز (اندازه) به بازار مصرف ارائه می‌شود: ۱۰ تا ۶۰ میلی‌متر، ۳ تا ۱۰ میلی‌متر و ۰ تا ۳ میلی‌متر که هر یک از صنایع با توجه به نوع مصرف از سایز مورد نیاز استفاده می‌کنند، به عنوان مثال در صنایع فولادسازی و ریخته‌گری مداوم بیشتر از اندازهٔ ۱۰ تا ۶۰ میلی‌متر استفاده می‌شود.

## کاربردها
این آمیژان در صنایع فولادسازی و ریخته‌گری به عنوان اکسیژن‌زدا و تنظیم‌کنندهٔ ترکیب شیمیایی با توجه به گرید فولاد و در زمان تخلیه مذاب از کوره به پاتیل یا در حین عملیات متالورژی ثانویه استفاده می‌شوند. از دیگر موارد استفاده در صنایع چدن‌سازی به عنوان جوانه‌زا یا تولید چدن‌های پر سیلیسیم و به صورت فروسیلیکو منیزیوم به‌عنوان عامل نشکن‌ساز در چدن‌های نشکن مورد استفاده قرار می‌گیرد.
همچنین از این محصول در کارخانجات تولید فروسیلیکو منیزیم و فروسیلیکو منگنز نیز استفاده می‌شود.
به طور کلی اگر بخواهیم کاربرد فروسیلیس را بیان کنیم می توان به موارد زیر اشاره کرد :
- عامل جوانه زا در ریخته گری چدن
- تولید الکترود در جوشکاری
- تولید فولاد و چدن آلیاژی پرسیلیس
- صنایع فولاد به عنوان اکسیژن زدا
- تولید فروسیلیکو منگنز و فروسیلیکو منیزیم
- در چدن داکتیل به عنوان نشکن ساز
- صنایع سرب و روی

## انواع مواد اولیه مصرفی
در فرایند تولید فروسیلیسیم مواد اولیهٔ متنوعی استفاده می‌شود ولی به‌طور کلی می‌توان این مواد را در سه گروه دسته‌بندی کرد:
1. مواد حامل سیلیسیم
2. مواد احیا کننده
3. مواد حامل آهن

با توجه به اینکه فرایند تولید فروسیلیسیم یک فرایند بدون سرباره است، تقریباً تمامی عناصر موجود در مواد اولیه وارد محصول می‌شوند؛ بنابراین یکی از مهم‌ترین ویژگی‌هایی مشترک در کلیهٔ مواد، خلوص بالای مواد است. با بالا رفتن ناخالصی‌های موجود در مواد، درصد ناخالصی‌های موجود در محصول از جمله آلومینیم و کلسیم افزایش می‌یابد. ویژگی مشترک دیگر، یک‌نواختی ترکیب شیمیایی هر یک از مواد است که باید در کلیهٔ محموله‌ها رعایت شود.

### مواد حامل سیلیسیم
تاکنون بیش از دویست نوع کانی مختلف حاوی سیلیس شناسایی شده‌است ولی مهم‌ترین کانی‌هایی که در فرایند تولید فروسیلیسیم مورد استفاده قرار می‌گیرند عبارت‌اند از:
- کوارتزیت
- کوارتز

کوارتز و کوارتزیت مورد استفاده در تولید فروسیلیسیم باید دارای ویژگی‌های زیر باشد:
- میزان اکسید سیلیسیم در آن حداقل ۹۷ درصد باشد.
- میزان ناخالصی‌های موجود از جمله آلومینا و اکسید کلسیم در حداقل مقدار ممکن و کمتر از نیم درصد باشد.
- نقطهٔ ذوب بالایی داشته و پس از ذوب نیز گران‌روی آن بالا باشد.
- دارای پایداری حرارتی بالایی باشد.

از میان ویژگی‌های بالا پایداری حرارتی و نقطهٔ ذوب از اهمیت زیادی برخوردار هستند.

### مواد احیا کننده
احیاء سیلیس در کوره توسط کربن انجام می‌شود. از مواد کربنی متنوعی در فرایند تولید فروسیلیسیم می‌توان استفاده کرد، ولی خواص عمومی مواد مناسب به شرح زیر است:
میزان خاکستر آن در کمترین حالت باشد. بالا بودن میزان خاکستر باعث افزایش ناخالصی‌های موجود در محصول می‌گردد. استحکام مکانیکی و پایداری حرارتی آن‌ها زیاد بوده تا در حین حمل‌ونقل، شارژ به کوره و در حین عبور از مناطق مختلف حرارتی خرد نشود. در غیر این صورت تخلخل شارژ و متعاقب آن قابلیت نفوذ گاز کاهش می‌یابد مقاومت الکتریکی بالایی داشته باشند. دارای قدرت واکنش‌پذیری زیادی باشند. با توجه به ویژگی‌های ذکر شده موادی که در این فرایند قابل استفاده هستند عبارت‌اند از:
- کُک نفتی
- کُک متالورژیکی
- کُک گازی
- زغال‌سنگ
- زغال قهوه‌ای
- زغال چوبی
- تراشهٔ چوب

هریک از این مواد تنها برخی از خواص لازم را دارا هستند و مجموعهٔ ویژگی‌ها در هیچ‌یک از مواد بالا به تنهایی وجود ندارد.

### مواد حامل آهن
قسمتی از آهن مورد نیاز در محصول توسط خاکستر مواد احیاکننده و همچنین پوستهٔ الکترود تأمین می‌شود ولی در هر حال برای تأمین آهن نیاز به استفاده از مواد حامل آهن در مخلوط شارژ وجود دارد. با توجه به این که مواد آهنی حجم کمی از مخلوط شارژ را در بر می‌گیرد، ویژگی‌های این مواد در مقایسه با سایر مواد مصرفی در کوره از اهمیت چندانی برخوردار نیست. تنها عاملی که در انتخاب مادهٔ مناسب مؤثر است ترکیب شیمیایی است که ناخالصی‌های موجود باید در حداقل مقدار ممکن و کمتر از پنج درصد باشد و میزان فسفر موجود نیز باید کمتر از ۰٫۰۵ درصد باشد. مواد آهنی که در کوره‌های فروسیلیسیم استفاده می‌شود به شرح زیر است:
- سنگ آهن با خلوص بالا
- پوستهٔ اکسیدی نورد
- گندله سنک آهن
- براده‌های تراشکاری
- قراضهٔ آهن

## روش تولید فروسیلیسیم
در حال حاضر تولید سیلیسم فلزی و فروسیلیسیم در دنیا تنها با استفاده از روش کوره‌های الکتریکی قوس مخفی صورت می‌گیرد. در این روش مواد اولیه‌ای که قبلاً اشاره شد با دانه‌بندی مشخص پس از مخلوط شدن توسط لوله‌های باردهی یا ماشین باردهی به‌طور مداوم به داخل کوره شارژ می‌شوند. پس از گذشت زمان معینی که با توجه به توان و جریان الکتریکی مصرفی کوره است، بین ۲ تا ۴ ساعت فلز تولیدشده از نجراهای تخلیهٔ کوره به داخل پاتیل تخلیه شده و به مسیرهای بعدی که ریخته‌گری است انتقال می‌یابند. کوره‌های قوس الکتریکی تولید فروآلیاژها از نظر الکتریکی تقریباً مشابه کوره‌های فولادسازی هستند اما از نظر ابعاد و طراحی شکل کوره تفاوت‌های زیادی با این نوع کوره‌ها دارند.

## سیستم‌های جانبی در کوره‌های قوس الکتریکی

### سیستم انتقال مواد
مهم‌ترین موضوع در مکانیسم تولید در هر واحد تولیدی ، انتقال مواد در درون کارخانه به‌طور منظم و براساس معیارهای کنترلی لازم، نیروی انسانی و ویژگی‌های کمی و کیفی آن است.

### سیستم انتقال مواد خام
مکانیسم انتقال مواد خام شامل همهٔ فعالیت‌هایی است که منجر به انتقال هدفمند مواد خام از انبار مواد به درون کوره می‌گردد.

### انتقال و آماده‌سازی محصول
مکانیسم انتقال و آماده‌سازی محصول شامل همهٔ فعالیت‌هایی است که منجر به تبدیل مذاب گرفته شده از کوره تا محصول آماده برای فروش می‌گردد.

### سیستم خنک‌کننده و آب گرد کوره
کورهٔ الکتریکی تولید فروسیلیسیم با ایجاد دمای بیش از ۲۰۰۰ درجهٔ سانتی‌گراد، منبع حرارتی بزرگی است که باعث گرم شدن تجهیزات و تأسیسات مجاور می‌شود. این حرارت چنان‌چه از تجهیزات دور نشود باعث از بین رفتن یا کاهش عمر آن‌ها می‌گردد. به همین دلیل خنک کردن قسمت‌های مختلف کوره با روش‌های مختلف، امری اجتناب‌ناپذیر است.

### سیستم خنک‌کن کف کوره
علاوه بر سیستم خنک‌کن آب‌گرد کوره، برای جلوگیری از افزایش دما در کف بوتهٔ کوره، از سیستم دمش هوا به منظور ایجاد تهویهٔ مناسب برای تبادل حرارتی با محیط، استفاده می‌شود. این امر در کوره‌های بزرگ، به‌خصوص در فرایندهایی نظیر تولید سیلیسیم که به دماهای بالایی جهت انجام واکنش‌ها نیاز دارد، از اهمیت ویژه‌ای برخوردار است.

### سیستم خنک کن ترانسفورماتور کوره
از دیگر بخش‌های مهم در سیستم‌های خنک‌کن مورد استفاده در صنایع کوره‌های قوص الکتریکی، سیستم خنک‌سازی ترانسفورماتور کوره است.

### سیستم غبارگیر کوره
فرایند تولید فروسیلیسیم با تولید مقدار زیادی گاز و غبار همراه است که در درجهٔ اول جهت حفظ محیط زیست و همچنین حفظ ارزش‌های اقتصادی غبار، تصفیهٔ گازهای خروجی الزامی است.

## تولید فروسیلیسیم در دنیا و ایران
از پیشگامان این تکنولوژی در دنیا شرکت الکم نروژ و SmS Demag آلمان هستند که نروژ در اروپا با بیشترین میزان تولید فروسیلیسیم، رتبهٔ نخست را دارد. اما هم‌اکنون کشور چین بالاترین میزان تولید فروسیلیسیم در دنیا را دارد و بعد از آن کشورهای برزیل، روسیه، هند و… هستند. در ایران نیز نخستین کارخانهٔ صنعت فروآلیاژ در سال ۱۳۷۲ با فناوری الکم نروژ در شهرستان ازنا، استان لرستان راه‌اندازی شد. دومین کارخانهٔ تولید فروسیلیسیم در سمنان و با ظرفیت تولید ۲۵٬۰۰۰ تن در سال کار می‌کند. در مجموع کل تولید این دو واحد صنعتی به حدود سالانه ۱۰۰ هزار تن می‌رسد. نزدیک به دو سال است که سومین واحد تولید فروسیلیسیم در شهرستان ملایر استان همدان با ظرفیت ۱۲٬۰۰۰ تن در سال نیز راه‌اندازی گردیده‌است. در حال حاضر چند واحد کوچک‌تر در اشتهارد و کاشان و ساوه و … نیز به تولید فروسیلیسیم مشغول هستند.